# Song Young-moo
Song Young-moo (tiếng Hàn Quốc: 송영무; âm Hán Việt: Tống Vĩnh Vũ) là một Đô đốc đã nghỉ hưu của Hải quân Hàn Quốc, ông đã được Tổng thống Hàn Quốc Moon Jae-in chỉ định giữ chức Bộ trưởng Bộ Quốc phòng thứ 45 của Đại Hàn Dân Quốc vào ngày 11 tháng 6 năm 2017 và tuyên thệ nhậm chức ngày 14 tháng 7 năm 2017, trước đó, ông là Tư lệnh Hải quân Hàn Quốc.

## Tiểu sử
Song Young-moo sinh ngày 24 tháng 2 năm 1949, tốt nghiệp Học viện Hải quân năm 1973 và từng được chính phủ trao tặng Huân chương Chungmu. Ông xuất thân là Giáo sư khoa Khoa học Quân sự tại Đại học Konyang sau trở thành một sĩ quan cấp cao phục vụ trong lực lượng hải quân Hàn Quốc hơn 30 năm, là Tham mưu trưởng Hải quân rồi Tư lệnh Hải quân Hàn Quốc nhiệm kỳ từ 2006 đến năm 2008 dưới thời cựu Tổng thống Hàn Quốc Roh Moo-hyun. Ông cũng là một cố vấn an ninh quốc gia chính của ứng cử viên Đảng Dân chủ Moon Jae-in trong chiến dịch tranh cử Tổng thống Hàn Quốc, từng đảm nhận chức Chủ tịch Ủy ban Quốc phòng và An ninh, có đóng góp lớn trong việc xây dựng các cam kết tranh cử liên quan tới lĩnh vực an ninh, quốc phòng của ông Moon.
Ngày 11 tháng 6 năm 2017, Tổng thống Moon Jae-in đã đề cử ông Song Young-moo là ứng cử viên cho chức Bộ trưởng Quốc phòng. Ngày 13 tháng 7 năm 2017, Đô đốc Song Young-moo chính thức được Tổng thống Moon Jae-in bổ nhiệm bất chấp những lời cáo buộc của phe đối lập rằng, ông Song đã có một số hành vi sai phạm trước đây, như che giấu hành vi lái xe trong lúc say rượu hồi năm 1991 hay mối quan hệ thân thiết với các Công ty quốc phòng. Bên cạnh đó, ông Song cũng từng bị chỉ trích dữ đội khi đến sân golf vào ngày kỷ niệm vụ tàu Cheonan bị Bắc Triều Tiên đánh chìm và vụ tấn công ở đảo Yeonpyeong năm năm trước. Do vậy các đảng đối lập đều nhất trí yêu cầu ông rút lui khỏi vị trí ứng cử cho chức Bộ trưởng Quốc phòng. Chính bản thân ông Song cũng thừa nhận trước đây đã đăng ký sai thông tin địa chỉ cư trú, một hành vi phạm tội hình sự ở Hàn Quốc.